# Frumușica, Fălești
Frumușica este un sat situat în vestul Republicii Moldova, în Raionul Fălești. Aparține administrativ de comuna Călugăr. La recensământul din 2004 avea o populație de 476 locuitori (232 bărbați și 244 femei). Din punct de vedere etnic populația cuprinde 471 moldoveni și 4 ucraineni.